# ポピュラー音楽の音楽家一覧 (日本・グループ)
ポピュラー音楽の音楽家一覧 (日本・グループ)は、ポピュラー音楽（ロック・フォーク・ニューミュージック・J-POP 等）における、日本のグループ、バンド、ユニット等の一覧。
☆付は、活動休止や解散したグループ。括弧内は、構成メンバー。
「ミュージシャン一覧」「ミュージシャン一覧 (グループ)」も参照
フォーク・グループは「フォークシンガー」、「フォークデュオ」も参照。
なお、男性アイドルグループ・女性アイドルグループについては本項では扱わない。それぞれの該当記事を参照のこと。
| 目次 | 目次 | 目次 | 目次 | 目次 | 目次 | 目次 | 目次 | 目次 | 目次 | 目次 |
| ---- | ---- | ---- | ---- | ---- | ---- | ---- | ---- | ---- | ---- | ---- |
| わ   | ら   | や   | ま   | は   |      | な   | た   | さ   | か   | あ   |
|      | り   |      | み   | ひ   |      | に   | ち   | し   | き   | い   |
| を   | る   | ゆ   | む   | ふ   |      | ぬ   | つ   | す   | く   | う   |
|      | れ   |      | め   | へ   |      | ね   | て   | せ   | け   | え   |
| ん   | ろ   | よ   | も   | ほ   |      | の   | と   | そ   | こ   | お   |

- 一人バンド
- 関連項目

## あ行

### あ
- Ave Mujica
- あらかわ家
- 江種
- ANIMAL HACK
- アルファミリア
- ICE（国岡真由美・宮内和之）
- access（浅倉大介・貴水博之）
- Anti-Trench（アンチトレンチ）
- earthmind（アースマインド）

（レゲエグループ）
- ACKEE & SALTFISH

（フォークグループ）
- 赤い鳥（あかいとり）☆（後藤悦治郎、平山泰代、山本俊彦、新居潤子（後に山本と結婚し、山本潤子）、大川茂。大川茂が加入する前に、松田幸一を加えた5人のときがあった。後に、大村憲司、村上秀一、渡辺俊幸が参加）
- あのねのね（清水國明・原田伸郎）
- アイタカ
- 赤えんぴつ (ユニット)
- 秋風センチメンタル
- 秋休 (音楽グループ)
- Acoustic Beatles Club
- 阿呆鳥
- ジ・アマリーズ
- アリス（谷村新司・堀内孝雄・矢沢透）
- THE ALFEE

（ポップ・グループ）
- I WiSH（アイウィッシュ）

（バンド）
- Iceman（アイスマン）☆（浅倉大介・黒田倫弘・伊藤賢一）
- advantage Lucy（アドバンテージ・ルーシー）（アイコ・石坂義晴 過去のメンバー（番場要・福村貴行・坂本和子））
- ANATAKIKOU（あなたきこう）（北條真規・松浦正樹・藤井寿光）
- Absorb（アブソーブ）（笹原翔太・中村博・森晴義）
- Earth Conscious
- EARNIE FROGs
- AINU REBELS
- OUTSIDE SIGNAL
- 赤犬
- アカシック
- AGHARTA
- Acushla
- 赤色のグリッター
- AJISAI
- あじさい (音楽グループ)
- 吾妻光良 & The Swinging Boppers
- アテレモ
- あひる艦隊
- Absorb
- AFRA & INCREDIBLE BEATBOX BAND
- Applicat Spectra
- A.F.R.O
- あらかじめ決められた恋人たちへ
- 有馬徹とノーチェ・クバーナ
- 杏窪彌
- Underslowjams
- Ampel
- Ammoflight
- ARTiCLEAR（アーティクリア）（誠、ルイ、儿、樹、多時）cf.公式ホームページ
- 鴉鷺（あろ）☆（白鳥英美子・白鳥澄夫）（注）白鳥澄夫はトワ・エ・モワの芥川澄夫とは別人
- アロハ・ブラザース（アロハ・ブラザーズ）（Aloha Brothers）☆（杉真理・村田和人）

（ロック・バンド）
- アイクス・アイクス（IX IX）☆（山本振一・山本洸盟・山本一留盛）cf. 元イコシン
- 愛奴（あいど）（浜田省吾、町支寛二、青山徹、高橋信彦、山崎貴生、岡本郭男）
- アイリーン・フォーリーン（安岡孝章・堀麻夫・桑本勲・中越五雄）
- アカシアオルケスタ（藤原岬・西村広文・佐野優・北川慶祐）
- OUTDRIVE（YU-ICHI、MANABU）
- agasa nana there（渡辺ハジメ・岩谷文武）
- ASIAN KUNG-FU GENERATION（アジアン・カンフー・ジェネレーション）（喜多建介・後藤正文・山田貴洋・伊地知潔）
- UP-BEAT（アップ・ビート）☆（広石武彦・岩永凡・東川真二・水江慎一郎・嶋田祐一）
- アナーキー（ANARCHY・のちロックバンドRockband）☆（仲野茂（シゲル）・藤沼伸一（シンイチ）・辺見泰成（マリ）・寺岡信芳（テラオカ）・小林高夫（コバン）⇒仲野茂・藤沼伸一・寺岡信芳・小林高夫⇒仲野茂・藤沼伸一・寺岡信芳・名越藤丸）
- アーバン・ダンス（Urban Dance）☆（成田忍・小山謙吾・松本浩一⇒のち、成田忍・沖山優司・寺谷誠一）
- abingdon boys school（アビングドン・ボーイズ・スクール）（西川貴教・柴崎浩・SUNAO・岸利至）
- al.ni.co(アルニコ) ☆ (上杉昇・柴崎浩)
- 彩風（AYAKAJI）（仲田かおり・島尻哲明・夢乃あつし、過去のメンバー（古見健二））
- アラゴン（Aragon）☆（林立夫・今剛・難波正司・浦田恵司・西松一博）
- RCサクセション☆（忌野清志郎・破廉ケンチ・小林和生・仲井戸麗市・小川銀次・新井田耕造・ゴンタ2号）
- アルファ（ALPHA）☆（村上啓介・矢賀部竜成・後藤郁美・高浜輝夫・佐藤邦治） cf. 小森田実 &ALPHA
- アルフィー（THE ALFEE）（高見沢俊彦・坂崎幸之助・桜井賢・三宅康夫⇒高見沢俊彦・坂崎幸之助・桜井賢）
- ALLERGY（アレルギー）☆（宙也・小野昌之・U子・荒木康弘）
- アンジー（水戸華之介（⇒三戸）・中谷ブースカ、岡本雅彦（⇒様ひこ）、藤井がちゃ彦）
- 安全地帯（あんぜんちたい）（玉置浩二・六土開正・矢萩渉・田中裕二・武沢豊）
- アンダーグラフ（UNDER GRAPH）（真戸原直人・阿佐亮介・中原一真・谷口奈穂子）

（ロックンロール/ロカビリー・バンド）
- a flood of circle

（声優バンド）
- Argonavis
- AN's ALL STARS

（ガールズ・グループ）
- Alom
- AMAZONS（斉藤久美・吉川智子・大滝裕子）
- ABCHO

### い
- イーシス
- 一世風靡セピア（いっせいふうびせぴあ）☆（哀川翔・柳葉敏郎・小木茂光・武野功雄・春海四方・西村香景・松村冬風）

（レゲエグループ）
- 犬式 a.k.a. Dogggystyle
- INFINITY16

（フォーク・グループ）
- 五つの赤い風船（いつつのあかいふうせん）☆（西岡たかし・藤原秀子・中川イサト・喜田年亮・有山じゅんじ⇒西岡たかし・藤原秀子・中川イサト・喜田年亮⇒西岡たかし・藤原秀子・中川イサト・長野隆⇒西岡たかし・藤原秀子・長野隆⇒西岡たかし・藤原秀子・長野隆・東祥高）

（ポップ・グループ）
- ET-KING（イーティー・キング）
- Yellow Cherry（イエロー・チェリー）
- indigo blue（インディゴ ブルー）

（バンド）
- イエロー・マジック・オーケストラ（Yellow Magic Orchestra; YMO ワイ・エム・オー）（細野晴臣・高橋幸宏・坂本龍一）
- いきものがかり（吉岡聖恵・山下穂尊・水野良樹）
- 伊丹哲也&Side by Side☆（伊丹哲也、十川知司、他）
- 一風堂☆（土屋昌巳・見岳章・平田謙吾・藤井章司⇒土屋昌巳・見岳章・藤井章司）
- イーピーフォー（EP-4）☆（佐藤薫・佐久間コウ・好気タツオ・三条通・ユンツボタジ・川島バナナ・ごげん）
- イミテーション
- 岩﨑元是&WINDY（いわさきもとよしとウィンディ）☆（岩﨑元是・稲葉真弘・村中義仁・関和則）
- インフィクス（infix）（1992～長友仍世・佐藤晃・野間口ヒロシ・大神豊治→1999～長友仍世・佐藤晃）
- 175R（いなごらいだー）（SHOGO・ISAKICK・KAZYA・YOSHIAKI）

（ロックンロール/ロカビリー・バンド）
- 井上ひろしとザ・ドリフターズ/桜井輝夫とザ・ドリフターズ
- 糸のこロックンロールバンド
- THE イナズマ戦隊

（ガール・グループ）
- E-girls
- イブ（イヴ。EVE）（新里玲乙奈（しんざと・れおな）・新里久良良（しんざと・くらら）・新里梨里佳（しんざと・りりか）。Leona・Clara・Lilikaとも）cf. この順で三姉妹
- EARTH (歌手グループ)
- ERG (音楽ユニット)
- YeLLOW Generation
- Yenガール

### う
- WEATHER SIDE
- 上田知華+KARYOBIN（うえだちかとかりょーびん）☆（上田知華（ピアノ・ヴォーカル）・深井治子（第1バイオリン）・池上卓子（第2バイオリン）・岩間俊之（ビオラ）・小林公明（チェロ）⇒上田知華（ピアノ・ヴォーカル）他？）cf. 樋口康雄
- 歌う応援隊ヒトミリリィ

（フォーク・グループ）
- 唄人羽
- ウッディ・ウー
- ウッドペッカー (フォークグループ)

（バンド）
- ヴァージンVS（-ヴぃず）☆（A児・ライオンメリー・土田弥之助・三科勝・久保田さちを・ひかる・リッツ・張紅陽・木村しんぺい）
- ヴァリエテ（Variete）☆（有近真澄・山田多理・浜田康史・錦織幸也・鶴来正基）
- ウイズ（With）☆（中崎英也・杉山卓夫・竹澤訓・坂口良治）
- WEATHER SIDE（ウェザー・サイド）☆（高島信二、西原俊次、高取秀明）
- ウォーターメロン （中西俊夫、他）
- 有頂天（ケラ、ジン、クボブリュ、コウ、シウ、ハッカイ、ミュー、他）
- UVERworld（ウーバーワールド）（TAKUYA∞・克哉・信人・彰・真太郎）
- ウルフルズ（トータス松本・ウルフルケイスケ・ジョン・B・チョッパー（一時脱退）・サンコンJr.）
- 歌姫楽団

（ロックンロール/ロカビリー・バンド）
- ウエスタン・キャラバン
- 内田裕也と1815ロックンロールバンド

（ボーイ・バンド）
- w-inds.

（ガールズ・グループ）
- ヴォーチェ・アンジェリカ

### え
- YELL FROM NIPPON
- N.M.L.
- EXILE（エグザイル）（ATSUSHI・SHUN・HIRO・MATSU・USA・MAKIDAI⇒ATSUSHI・TAKAHIRO・HIRO・MATSU・USA・MAKIDAI・AKIRA⇒ATSUSHI・TAKAHIRO・HIRO・MATSU・USA・MAKIDAI・AKIRA・KENCHI・KEIJI・TETSUYA・NAOTO・NAOKI・NESMITH・SHOKICHI）
- H2O（えいちつーおー）☆（中沢堅司・赤塩正樹）
- EGOIST（エゴイスト）

（レゲエグループ）
- Amy-N-Ryoo
- The Explosions

（フォーク・グループ）
- エヌ・エス・ピー（NSP；New Sadistic Pink⇒Non Stop Progression）☆（天野滋・中村貴之・平賀和人）

- N.U.

（ポップ・グループ）
- エホンノセカイ

（バンド）
- EZO
- AIRMAIL from NAGASAKI
- EA（エア）☆（Maika Leboutet・Taro・Shinya）
- 8-BALL（エイトボール）☆（RAY・KEIICHI・CHRIS・LEON）
- AB'S（エイビーズ）☆（芳野藤丸・松下誠・安藤芳彦・岡本郭男・渡辺直樹）
- ARB（アレキサンダー・ラグタイム・バンド、Alexander Ragtime Band）（石橋凌・KEITH・田中一郎・ENMA・宮城伸一郎⇒石橋凌・KEITH・田中一郎⇒石橋凌・KEITH・田中一郎・野中"SANZI"良浩⇒石橋凌・KEITH・野中"SANZI"良浩・斉藤光浩⇒石橋凌・KEITH・斉藤光浩・岡部滋⇒石橋凌・KEITH・岡部滋・白浜久⇒石橋凌・KEITH・白浜久・浅田孟⇒石橋凌・KEITH・内藤幸也・堀内"ebi"一史）
- エキセントリック・オペラ（The Eccentric Opera）☆（相良奈美・書上奈朋子）
- エキゾティクス（Exotics）☆（柴山和彦・安田尚哉・西平彰・吉田建・上原豊）
- エコーズ（ECHOES）☆（辻仁成・伊東浩樹・伊黒俊彦・今川勉）
- エコーズ ユース （辻仁成他）
- EX. （梅林茂、羽山伸也、奈良敏博、他 ）
- X JAPAN（エックスジャパン）（YOSHIKI・TOSHI・HIDE・PATA・TAIJI・HEATH）
- XY （エックスワイ）（KOJI・SATOSHI・G・MASA・KJ）
- E.D.P.S.（エディプス）☆（恒松正敏・ボーイ・ヴァニラ）（1982年から1984年） cf. アルバム『Blue Sphinx』『Edge of Dream』ライブアルバム『1983～1984』
- Every Little Thing（エヴリ・リトル・シング）（持田香織・伊藤一朗・五十嵐充⇒持田香織・伊藤一朗）
- エリ（ELLIS）（井本えりこ・近藤洋史） cf.元LUKA
- L⇔R（エル・アール）（黒沢健一・黒沢秀樹・木下裕晴・嶺川貴子）
- ELLEGARDEN（エルレガーデン）（細美武士・生形真一・高田雄一・高橋宏貴）
- ELEKTEL（エレキテル）（ウエケン・polymoog）
- エレファントカシマシ（宮本浩次・石森敏行・冨永義之・高緑成治）

（ガールズ・グループ）
- エンジェルス (音楽グループ)
- L.F.O

### お
- 王様はベイビー
- 男のサックス
- 鬼太鼓座

（レゲエグループ）
- Audio active

（フォーク・グループ）
- 音つばめ
- 親分&子分ズ

（バンド）
- 男闘呼組☆（成田昭次、前田耕陽、高橋一也、岡本健一）
- 大西ユカリと新世界（大西ユカリ、夢ミノル、三好ひろあき、森センセ、ボス河内、小松竜吉、マンボ松本）
- オー・ペネロープ（Oh! Penelope）☆（辻睦詞・渡辺善太郎）
- OKAMOTO'S（オカモトズ）（オカモトリョウスケ・オカモトショウ・オカモトコウキ・オカモトマサル・オカモトレイジ⇒オカモトショウ・オカモトコウキ・ハマ・オカモト・オカモトレイジ）
- Official髭男dism（藤原聡・小笹大輔・楢﨑誠・松浦匡希）
- オフコース☆（小田和正、鈴木康博、松尾一彦、清水仁、大間ジロー）
- オメガトライブ☆（杉山清貴、高島信二、大島孝夫、西原俊次、廣石恵一、吉田健二⇒杉山清貴、高島信二、大島孝夫、西原俊次、廣石恵一⇒カルロス・トシキ、高島信二、西原俊次、黒川照家⇒カルロス・トシキ、高島信二、西原俊次、ジョーイ・マッコイ⇒新井正人）
- ORIGINAL LOVE（田島貴男）（過去のメンバー：秋山幸広、小里誠、村山孝志、宮田繁男、木原龍太郎、森宣之、小松秀行 過去のメンバー）
- ORANGE RANGE（YAMATO、HIROKI、RYO、NAOTO、YOH 過去のメンバー：KATCHAN）
- オールウェイズ（Always）（姫野達也・安部俊幸・風祭東・伊藤薫⇒姫野達也・安部俊幸・風祭東・上田雅利）
- All Japan Goith（オール ジャパン ゴイス）（チョメ、Mocky、卓、Matto、てつG、濱Show、エンナ、Ta-shi 過去のメンバー：SASSY）
- 乙三（おっさん）（大竹創作・大竹幸平・畑野淳・高橋克弥・大郷良知・橋本貴久 過去のメンバー：石井慎太郎）

（ロックンロール/ロカビリー・バンド）
- オレンジ・ヒル

（ボーイ・バンド）
- ORβIT

（声優バンド）
- OLDCODEX

（ガールズ・グループ）
- カラーポワント

## か行

### か
- Kajii
- KATA-KANA
- COLORFUL (室内楽団)
- カラフルパレット
- かりんとう (ギターデュオ)
- Karma
- カントゥ・フォルクローレ連酩

（レゲエグループ）
- 川上つよしと彼のムードメイカーズ

（フォーク・グループ）
- かぐや姫（かぐやひめ）☆（南こうせつ・伊勢正三・山田パンダ）
- 紙ふうせん☆（後藤悦治郎、平山泰代（後藤泰代））
- 雅夢（がむ）☆（三浦和人（三浦雄也）・中川敏一）
- ガロ（Garo）☆（堀内護、日高富明、大野真澄）
- 風（かぜ）☆（伊勢正三・大久保一久）
- かぐら （関隆浩・飯嶋康平）

- 海援隊 (フォークグループ)
- かかし (フォークバンド)
- Kagrra,
- がむがむ

（ポップ・グループ）
- カラフルパレット
- カーニバル (日本の音楽グループ)
- カラーポワント
- KaRaLi（カラリ）

（バンド）
- GARNET CROW（ガーネット クロウ）（中村由利・AZUKI七・岡本仁志・古井弘人）
- GIRL NEXT DOOR（ガール・ネクスト・ドア）（千紗（前川千紗）、井上裕治、鈴木大輔）
- 甲斐バンド（かいばんど）☆（甲斐よしひろ（甲斐祥弘）・大森信和・松藤英男・長岡和弘⇒甲斐よしひろ（甲斐祥弘）・大森信和・松藤英男⇒甲斐よしひろ（甲斐祥弘）・大森信和・松藤英男・田中一郎）
- KAI FIVE （甲斐よしひろ、他）
- 神座（かぐら） （藤岡洋・浦崎直邦・広瀬学・安井一弥）
- かげぼうし（大塚勇里・金澤直樹・滑川毅）
- 蜉蝣（大佑・ユアナ・kazu・静海）
- カズン（Cousin）（漆戸啓・古賀いずみ）
- cutman-booche（カットマン・ブーチェ）（金宮たすく・林周作・小宮山純平）
- カーニバル☆（西木栄二・大塚修司・亀岡亮次）
- カーネーション（Carnation）（直枝政広、大田譲）
- 雅音人（Tamiko、辻喬之）
- かまいたち☆（SCEANA・梶井沙介・D.LEE.MOGWAI・CRAZY DANGER NANCY けんchan）
- COLOR（カラー）☆（DYNAMITE TOMMY・CINDY・TATSUYA・MARRY・TOSHI）
- Colorvariation（カラーバリエーション）（RHU、Motohashi Kazumi）
- KARAK（カラク）☆（小峰公子・保刈久明）
- 空手バカボン（からてばかぼん）（大槻ケンヂ・内田ユウイチロー・ケラリーノ・サンドロヴィッチ）
- cali≠gari（カリガリ）（石井秀仁・桜井青・村井研次郎・武井誠）
- ガール・ガール・ガール（Girl Girl Girl）（窪田晴男・小西康陽、桜井鉄太郎）
- ガールズ ☆（リタ（野元貴子）・イリア（奥野敦子）・ジル、レナ、サディ）
- Galileo Galilei（ガリレオガリレイ）☆（尾崎雄貴・船谷創平⇒岩井郁人・佐孝仁司・尾崎和樹）
- 観光地楽団 （矢口博康、他）
- ガンバルンダクラブ（Gan-Ba-Run-Da Club）☆（宇佐元恭一・みのや雅彦・国安修二）

（ロックンロール/ロカビリー・バンド）
- Cup's

（ガールズ・グループ）
- Girls2
- KiraKira☆メロディ学園
- KIS

### き
- キー・オブ・ライフ (音楽グループ)
- Quikion
- キッサコ
- Q;indivi
- Q'ulle
- 禁断の多数決

（レゲエグループ）
- CUBISMO GRAFICO

（フォーク・グループ）
- キャッスル&ゲイツ

（ポップ・グループ）
- キマグレン

（バンド）
- 氣志團（綾小路翔・早乙女光・西園寺瞳・星グランマニエ・白鳥松竹梅・白鳥雪之丞）
- KIS（キス）
- キャプテンストライダム ☆ （永友聖也・梅田啓介・菊住守代司）
- Cube-ray（キュベレイ）（長谷川浩二・高橋勲・Ikuo）
- キリング・タイム（Killing Time）（板倉文・清水一登・マット藤井（Ma*To・藤井将登）・斉藤ネコ・メッケン（荻原基文）・ホワチョ（Whacho ・帆足哲昭）・横山雅文・青山純）
- キルシェ（kirche）（井上俊彦・みとせのりこ）
- kiroro（キロロ）（玉城千春・金城綾乃）
- きゅうてぃぱんちょす☆（杉山清貴、高島信二、大島孝夫、西原俊次、廣石恵一、吉田健二）
- King Gnu（キングヌー）（常田大希・勢喜遊・新井和輝・井口理）
- 銀杏BOYZ（ギンナンボーイズ）（峯田和伸・安孫子真哉・チン中村・村井守）
- 筋肉少女帯（大槻ケンヂ・内田雄一郎・橘高文彦・本城聡章 旧メンバー：太田明・三柴江戸蔵・美濃介・関口博史・石塚BERA伯広・友森昭一ほか）
- キンモクセイ　☆（伊藤俊吾・佐々木良・後藤秀人・張替智広・白井雄介）

（ロックンロール/ロカビリー・バンド）
- キャロル（Carol）☆（矢沢永吉・ジョニー大倉・内海利勝・相原誠⇒矢沢永吉・ジョニー大倉・内海利勝・岡崎ユウ）
- キャットフラメンコダンサーズ

### く
- クール・キャッツ
- Goose house
- CLARABELL
- 栗コーダーカルテット
- 栗コーダーポップスオーケストラ
- くず (音楽グループ)

（レゲエグループ）
- GREEN HERB (レゲエグループ)

（フォーク・グループ）
- グレープ（Grape）☆（さだまさし・吉田政美）
- KUROKO∞SHOW（くろこしょー）（洋介・章吾）

- 愚 (フォークバンド)
- くまごろう
- クラフト (フォークグループ)
- 栗もえか

（ポップ・グループ）
- □□□（クチロロ）
- CLIFF EDGE（クリフエッジ）

（バンド）
- Green note coaster
- クアドラフォニクス（QUADRAPHONICS）☆（吉田仁・岡野ハジメ）
- くじら（QUJILA）（杉林恭雄・楠均・キオト⇒ 杉林恭雄・楠均・キオト・幸田実⇒ 杉林恭雄・楠均・松永孝義⇒ 杉林恭雄 *ひとりくじら⇒杉林恭雄・楠均・中原信雄・近藤達郎）
- GOOD CREW（グッド・クルー）（黒木美香・藤井晃・小西陽介・三浦誠）
- 久保田麻琴と夕焼け楽団☆（久保田麻琴・恩蔵隆・藤田洋麻・井上憲一）
- THE GOOD-BYE（野村義男、曽我泰久、加賀八郎、衛藤浩一）
- クラウディ・スカイ（Cloudy Sky）☆（大沢誉志幸・柳川英巳・佐竹一哉・井ノ上和宏・酒井秀寿・木下恵介） cf. アルバム『明日はきっとハレルヤ』（1981年）
- class☆（津久井克行・日浦孝則⇒ 津久井克行・岡崎公聡）
- グラスバレー（Grass Valley）☆（出口雅之・本田恭之・上領亘・根本一朗・西田慎也）
- クラムボン（原田郁子、ミト、伊藤大助）
- グランドファザーズ
- GRANRODEO（グランロデオ）（KISHOW・e-ZUKA）
- クリスタルバカンス （久保田慎吾、他）
- クリスタルキング
- ザ・グルーヴァーズ（The Groovers）（藤井一彦・高橋BOB・藤井ヤスチカ）（元メンバー・西村茂樹）
- Groovy Boyfriends（グルーヴィー・ボーイフレンズ）☆（山本景子・高橋圭一・木村貴志）
- くるり（岸田繁・佐藤征史・森信行⇒岸田繁・佐藤征史・森信行・大村達身⇒岸田繁・佐藤征史・大村達身⇒岸田繁・佐藤征史・大村達身・Christopher McGuire⇒岸田繁・佐藤征史・大村達身⇒岸田繁・佐藤征史⇒岸田繁・佐藤征史・吉田省念・ファンファン・田中佑司⇒岸田繁・佐藤征史・吉田省念・ファンファン⇒岸田繁・佐藤征史・ファンファン⇒岸田繁・佐藤征史）
- 郛
- GLAY（ぐれい）（TERU・TAKURO・JIRO・HISASHI）
- クレイジーケンバンド（Crazy Ken Band）（横山剣、廣石惠一、小野瀬雅生、洞口信也、中西圭一、新宮虎児、加えて、高橋利光、河合わかば、澤野博敬、菅原愛子、スモーキー・テツニ、伊達弦）
- GRAPEVINE（ぐれいぷばいん）（田中和将・西川弘剛・亀井亨）
- クレヨン社（柳沼由紀江・加藤秀樹）
- CLOVERS（クローバーズ）
- globe（ぐろーぶ）（小室哲哉・マーク・パンサー・KEIKO）
- GLORY JACKPOT SYSTEM（ぐろーりー じゃっくぽっと しすてむ）（KARO・HOMARE・James・C.O.P.P.・Cala-Age）
- 黒夢（くろゆめ）（清春・人時）

（ロックンロール/ロカビリー・バンド）
- クールス（COOLS）（佐藤秀光・村山一海・ジェームス藤木）
- クレイジー・ウエスト
- The CROCKS
- クレイジーケンバンド
- GRETSCH BROTHERS

（声優バンド）
- GRANRODEO

### け
- 芸能山城組
- ケツメイシ（Ryo・Ryoji・大蔵・DJ KOHNO）

（フォーク・グループ）
- ケイタク（内山敬太・遠山卓也）
- 月光 (日本の音楽グループ)

（バンド）
- ゲスの極み乙女（川谷絵音・休日課長・ちゃんMari・ほな・いこか）
- CHEMISTRY（ケミストリー）（堂珍嘉邦・川畑要）
- ケルカン（Quelqu'un）☆（木村恵子・窪田晴男）
- ゲルニカ（Guernica）（戸川純・上野耕路・太田螢一・泉水敏郎）
- ケラ&ザ・シンセサイザーズ

（声優バンド）
- 結束バンド (ユニット)

（ガールズ・グループ）
- ザ・コインロッカーズ

### こ
- 黒色すみれ
- ココナッツメンズクラブ
- 鼓童
- Co-Fusion
- ゴンチチ
- 神戸・清盛隊

（フォーク・グループ）
- コブクロ（小渕健太郎・黒田俊介）

- 小泉まさみ&こんがりトースト

（バンド）
- コアラモード.（あんにゅ、小幡康裕）
- GOING UNDER GROUND（ゴーイング・アンダー・グラウンド）（松本素生・中澤寛規・石原聡・河野丈洋・伊藤洋一）
- GOING STEADY（ゴーイング・ステディ）☆（ミネタカズノブ・アサイタケオ・アビコシンヤ・ムライマモル）
- ゴー パッション （武川雅弘、他）
- ゴールデンボンバー（鬼龍院翔・喜矢武豊・歌広場淳・樽美酒研二、メンバー変遷の詳細についてはリンク先参照）
- ゴダイゴ（Godiego）（ミッキー吉野・タケカワユキヒデ・スティーブフォックス・浅野孝已・浅野良治・トミースナイダー）
- 箏座（木田敦子、野田美香、渡辺峨山）
- KODOMO BAND（子供ばんど）☆（うじきつよし・山戸ゆう・たにひらこういち・湯川トーベン・勝誠二（KATZ）・杉原ひろし） cf. 安部隆雄も一時在籍
- GO-BANG'S（ゴーバンズ）☆（森若香織・谷島美砂・斉藤光子）
- 米米CLUB（ジェームス小野田・カールスモーキー石井・BON・ジョプリン得能・RYO-J・フラッシュ金子・博多めぐみ・サトミ・マリ・ミナコ・マル・ロッキー多田・アンデス村田・ヒマラヤン下神・河合わかば・フッシー小林・織田ノボッタ・マチコ・マタロウ・ベー・コータロー・シンジ・ジュリアーノ勝又・TOSHI）
- COMPLEX（コンプレックス）☆（布袋寅泰・吉川晃司）
- 小童

（ボーイ・バンド）
- ゴスペラーズ

## さ行

### さ
- 細胞文学
- サンタラ

（レゲエグループ）
- SOUTH (沖縄のレゲエバンド)

（フォーク・グループ）
- The GEE GEES
- サエラ

- さくらしめじ
- サスケ (埼玉県出身のデュオ)
- サスケ (愛媛県出身のデュオ)
- 三輪車 (フォークグループ)

（バンド）
- サテライト・ラヴァーズ
- サタニックポルノカルトショップ
- surface（サーフィス）☆（椎名慶治・永谷喬夫）
- THE YELLOW MONKEY（ザ・イエローモンキー）（吉井和哉 ・菊地英昭・廣瀬洋一 ・菊地英二）
- サイキックラバー（YOFFY・IMAJO）
- サイズ（PSY・S）☆（松浦雅也・安則“ちゃか”まみ）
- 三枝夕夏 IN db（さえぐさゆうかインデシベル）☆（三枝夕夏・岩井勇一郎・大藪拓・車谷啓介）
- サカナクション（sakanaction）（山口一郎・岩寺基晴・草刈愛美・岡崎英美・江島啓一）
- サザーランド（Suther Rand） （阿部祐也・鈴木紘太・松田朋樹・佐藤貴志）
- サザンオールスターズ（Southern All Stars）（桑田佳祐・原由子・松田弘・関口和之・野沢秀行（元メンバー・大森隆志））
- ZAZEN BOYS（ザゼンボーイズ）（向井秀徳・吉兼聡・アヒト・イナザワ・日向秀和⇒向井秀徳・吉兼聡・松下敦・日向秀和⇒向井秀徳・吉兼聡・松下敦・吉田一郎）
- サディスティック・ミカ・バンド（Sadistic Mika Band）☆（加藤和彦・ミカ・つのだひろ・高中正義 途中参加：小原礼・高橋幸宏・今井裕・後藤次利、桐島かれん、木村カエラ）
- サディスティックス （小原礼、後藤次利、高中正義、高橋幸宏）
- サニーデイ・サービス（Sunny Day Service）☆（曽我部恵一・田中貴・丸山晴茂）
- ZABADAK（ザバダック）（吉良知彦・上野洋子・松田克志⇒吉良知彦・上野洋子⇒吉良知彦⇒吉良知彦・小峰公子⇒小峰公子）
- The pillows（ザ・ピロウズ）（山中さわお・真鍋吉明・佐藤シンイチロウ）
- THE PINBALLS（ザ・ピンボールズ）☆（古川貴之・中屋智裕・森下拓貴・石原天）
- SALLY（杉山洋介・加藤喜一・中野真・中屋全次郎・箱崎昇・岡田尚）
- The LOVE（ザ・ラブ）☆休止中（平義隆・内田敏夫・中村勝男）
- ザ★リルビッツ（かわらだユタカ・いしいえみ・ラッセル中谷）
- サロン・ミュージック（Salon Music）☆（竹中仁見・吉田仁）
- ZAN（ザン）（砂川憲和・小湊昭尚・市川慎）
- SONS OF ALL PUSSYS（サンズ・オブ・オール・プッシーズ）（Ken・Ein・Sakura）
- サン・デシリットル（3dl・SAN Decilitle）（吉澤徹・小田島博子・勝田夕紀子）
- サンハウス
- サンボマスター（Sambomaster）（山口隆・近藤洋一・木内泰史）

（ロックンロール/ロカビリー・バンド）
- サルーキ
- SAMURAIMANZ GROOVE

（ロックバンド）
- ザ・ヒーナキャット

（ガールズ・グループ）
- ShuuKaRen
- CYNHN

### し
- シクフォニ
- CINEMA dub MONKS
- 終電間際≦オンライン。
- 新世界楽曲雑技団

（レゲエグループ）
- 湘南乃風（RED RICE・若旦那・SHOCK EYE・HAN-KUN）
- 笑連隊

（フォーク・グループ）
- シグナル（Signal）☆（あさみあきお・田村功（正しくは「にんべん」がつく）夫・住出勝則⇒稲垣達雄・住出勝則・あさみあきお）
- ジャックス（Jacks）☆（早川義夫・木田高介・谷野均・つのだひろ）
- 19（ジューク）☆（岡平健治・岩瀬敬吾）
- ジローズ1次（初代ジローズ・第1次ジローズ・オリジナルジローズ）（JIROS または JIRO's）☆（杉田二郎・塩見大治郎・細野徹次郎）
- ジローズ2次（第2次ジローズ・2代目ジローズ）（JIROS または JIRO's）☆（杉田二郎・森下悦伸（森下次郎））

- シモンズ (歌手)
- シュリークス
- JULEPS

（バンド）
- SHAKE（シェイク）

- Shamo
- 上々颱風
- The Seeker（ザ・シーカー）☆（D.K・K-ITO（伊藤賢一））
- ZYYG（ジーグ）（高山征輝・栗林誠一郎⇒高山征輝・栗林誠一郎・後藤康二・藤本健一⇒高山征輝・後藤康二・加藤直樹・藤本健一）
- G-クレフ（G-CLEF）☆（落合徹也・渡辺剛・柏木広樹・榊原大）
- C-C-B☆（渡辺英樹、関口誠人、笠浩二、米川英之、田口智治⇒渡辺英樹、笠浩二、米川英之、田口智治⇒渡辺英樹、笠浩二、関口誠人）
- J-WALK→JAYWALK（ジェイウオーク）（中村耕一・知久光康・杉田裕・田切純一・清水達也⇒中村耕一・知久光康・杉田裕・田切純一・清水達也・中川謙太郎）
- ジ・エキセントリック・オペラ（The Eccentric Opera）☆（相良奈美・書上奈朋子）
- Chicago Poodle（シカゴプードル）（花沢耕太・杉岡秀則（脱退）・辻本健司・山口教仁）
- ZI:KILL（ジキル）☆（TUSK・KEN・SEIICHI・EBY）
- ZIGGY（ジギー）（森重樹一・松尾宗仁・戸城憲夫・宮脇“JOE”知史）
- Shiggy Jr.（シギージュニア）（池田智子・原田茂幸・森夏彦・諸石和馬）
- SHISHAMO（シシャモ）（宮崎朝子・松岡彩・吉川美冴貴）
- SHI-SHONEN（シ・ショーネン）☆（戸田誠二・福原マリ・渡辺等・友田慎吾）
- 詩人の血（しじんのち）☆（辻睦詞・渡辺善太郎・中武敬文）
- シネマ（cinéma）☆（松尾清憲・一色進・小滝満・鈴木さえ子・中原安弘） cf. 錦織幸也も一時在籍か？
- 篠崎正嗣ストリングス☆このページの多数のアーティストと共演経験を持つ。
- Jeepta（ジプタ）（石井卓・choro・サトウヒロユキ・青木奈菜子⇒石井卓・choro・サトウヒロユキ・小笠原大悟）
- ジャイブ（JIVE）（宮下文一・前田克美・内海秀和・高橋誠⇒宮下文一・前田克美・内海秀和・鮎川麻弥）cf. 公式ホームページ
- SHAZNA（シャズナ）（IZAM・AOI・NIY）
- ジャドーズ（JADOES）（藤沢秀樹・斎藤謙策・伝田一正・島村幸男・平間あきひこ）
- SIAM SHADE（シャムシェイド）☆（栄喜・KAZUMA・DAITA・NATIN・淳士）
- ザ・シャムロック（shamröck）☆（高橋一路・山森正文）
- シャ乱Q（シャランキュー、SHARAM Q）（つんく♂・はたけ・しゅう（脱退）・たいせい・まこと）
- Janne Da Arc（ジャンヌダルク）（yasu・kiyo・shuji・you・ka-yu）
- Jungle Smile☆（高木郁乃・吉田ゐさお）
- シュークリームシュ（SUE CREAM SUE）（青山里美・天ヶ谷真利・石井美奈子）
- ジューシィ・フルーツ（Juicy Fruits）☆（奥野敦子（イリア）・柴矢俊彦・沖山優司・高木利夫）
- Sugar（シュガー）☆（笠松美樹・長沢久美子・毛利公子）
- JUDY AND MARY（ジュディーアンドマリー）☆（YUKI・TAKUYA・恩田快人・五十嵐公太）
- シュノーケル（西村晋弥・KABA_3・山田雅人）
- ショーグン（SHŌGUN）☆（芳野藤丸・長岡道夫・大谷和夫・山木秀夫・中島御）
- 少年ナイフ（SHONEN KNIFE）（山野直子・山野敦子・中谷美智枝）
- SHOW-YA（ショーヤ）（寺田恵子・中村美紀・角田美喜・仙波さとみ・五十嵐美貴）
- ショコラータ（Cioccolata）☆（岡野ハジメ・かの香織（狩野香織）・渋谷ヒデヒロ・渡辺蕗子・塚野卓・市川マサズミ）
- Syrup 16g（シロップじゅうろくグラム）（五十嵐隆・中畑大樹・キタダマキ）
- Jiaen（ジーン）（西城生馬・米村征浩・鈴木寛・伏原浩）
- Jean & Gingers（ジーン・アンド・ジンジャーズ）☆（村田和人・吉川みき・山本圭右・小板橋博司）
- SINGER SONGER（シンガー・ソンガー）（Cocco・岸田繁・佐藤征史・堀江博久・臺太郎）

（ロックンロール/ロカビリー・バンド）
- The Shiawase
- ジミー時田とマウンテン・プレイボーイズ
- ジョージ大塚とザ・サンダーバード
- THE JAYPERS
- The Jikens
- THE JIVES
- Julian

（声優バンド）
- GYROAXIA

（ガールズ・グループ）
- C;ON
- シンガーズ・スリー（伊集加代子・尾形道子・井上知子）

### す
- SUSIE LOVE
- ズーラシアンブラス
- The Screen Tones
- SUSHIBOYS
- STGM
- スプリングス (音楽グループ)
- Smile39
- ZUNTATA

（レゲエグループ）
- SNOB
- THREE ONE LENGTH

（フォーク・グループ）
- スウィートコーン (フォークデュオ)
- すいかずら (フォークグループ)
- SWAY (フォークグループ)
- ズー・ニー・ヴー
- スーパーバンド
- スモゥルフィッシュ

（バンド）
- ZOO (バンド)
- Sweet velvet
- ずうとるび
- SUPER BUTTER DOG
- スカイドッグ・ブルース・バンド
- SKA SKA CLUB
- スカタンボーイズ
- スカート (バンド)
- スカフレイムス
- スカポンタス
- SKULL CANDY
- 空きっ腹に酒
- SCAFULL KING
- THE SKA-PHONICS（スキャフォニックス）（NAGASAO TAKAHIRO・HAYASHI TAKASHI・FURUSAWA KOTA・TERAOKA CHIAKI・ONO TAKAHIRO・YASUDA MASAHIRO・NAGATO RYOSUKE・MOTTY・SHUTO DAISUKE・MIURA CHIEKO・ETO TOSHIHISA ）
- 杉山清貴&オメガトライブ
- スターダストレビュー（Stardust Revue）（根本要・三谷泰弘・柿沼清史・林紀勝・寺田正美⇒根本要・柿沼清史・林紀勝・寺田正美⇒根本要・柿沼清史・林紀勝・寺田正美・光田健一）
- STR!X
- ストロベリー・フラワー
- ストロボ (バンド)
- SNAPSHOT (バンド)
- SPIRAL SPIDERS
- THE SPIN
- スペース・サーカス
- ズボンドズボン
- Smart (音楽ユニット)
- すみちゃんとステゴザウルス
- スムルース
- Three tight b
- Sleep warp

（ロックバンド）
- Three tight b
- SUPERCAR（スーパーカー）☆（中村弘二・石渡淳治・古川美季・田沢公大）
- Super Junky Monkey
- スーパースランプ
- 水中、それは苦しい（ジョニー大蔵大臣・パスタ林三・アナーキー吉田）
- Sweet Vacation（Daichi Hayakawa、May）
- スキマスイッチ（大橋卓弥・常田真太郎）
- SCANDAL（スキャンダル）（HARUNA・TOMOMI・MAMI・RINA）
- スクリーン （和久井光二、他）
- Scudelia Electro（スクーデリアエレクトロ）☆（石田ショーキチ・寺田康彦・吉澤瑛師）
- SCARECROW（スケアクロウ）（黒田倫弘・伊藤賢一・石橋政徳・水江英樹）
- 頭脳警察（ずのうけいさつ）☆（PANTA（中村治雄）・TOSHI（石塚俊明）：この2人を基本に、メンバー変遷の詳細は以下のとおり。PANTA、TOSHI、左右栄一、粟野仁→PANTA、TOSHI、山崎隆史、粟野仁→PANTA、TOSHI、山崎隆史、松本恒夫、粟野仁→PANTA、TOSHI、松本恒夫、粟野仁→PANTA、TOSHI→PANTA、TOSHI、増尾光治→PANTA、TOSHI→PANTA、TOSHI、森園勝敏、石井正夫→PANTA、TOSHI→PANTA→PANTA、TOSHI、鈴木健一、鈴木良輔→PANTA、TOSHI、岡井大二、中村真一→PANTA、TOSHI、岡井大二、中村真一、森園勝敏、坂下秀実→PANTA、TOSHI、悲露詩→PANTA、TOSHI、勝呂和夫、石井正夫→PANTA、TOSHI、勝呂和夫、石井正夫、正岡邦明→PANTA、TOSHI、勝呂和夫、石井正夫、八木下剛。再結成：（1990年）PANTA、TOSHI、藤井一彦、下山アキラ、後藤マスヒロ。（2001年）PANTA、TOSHI、藤井一彦、JIGEN、YOSHIRO）
- ザ・スターリン（Stalin）☆（遠藤ミチロウ・乾純・金子あつし→遠藤ミチロウ・乾純・金子あつし・杉山シンタロウ（杉山晋太郎）→遠藤ミチロウ・乾純・杉山シンタロウ・田村和男（タム）→遠藤ミチロウ・杉山シンタロウ・田村和男（タム）・小田平（オダヒトシ））
- ストレイテナー（STRAIGHTENER）（ホリエアツシ・ナカヤマシンペイ・日向秀和・大山純）
- Spiral Life（スパイラルライフ）☆（車谷浩司・石田小吉）
- スパイ（SPY）☆（佐藤奈々子・岩倉健二・戸田吉則・永田裕）
- SPYAIR（スパイエアー）（IKE・KENTA・MOMIKEN・UZ・ENZEL☆⇒IKE・KENTA・MOMIKEN・UZ）
- スピッツ（草野マサムネ・三輪テツヤ・田村明浩・﨑山龍男）
- スペクトラム（Spectrum）☆（新田一郎・兼崎順一・吉田俊之・西慎嗣・渡辺直樹・奥慶一・岡本郭男・今野拓郎・（菅原由紀））
- SMASH THE BRAIN（スマッシュ・ザ・ブレイン）☆（南勝秀児・島田一平・木澤秀紀・片野伸一・鴨宮正樹・山口秀典（脱退））
- スマート ルッキン （大山潤子（スペペ）、和久井光二、他）
- 3-10chain （水戸華之介、内田雄一郎、中山加奈子、澄田健、佐藤みのる）
- SLAP STICKS（スラップ・スティックス）☆（小林正俊、多田紀彦、雨奥崇訓、立井幹也、奥迫博俊）

（ロックンロール/ロカビリー・バンド）
- THE THROTTLE
- SWEETIE JUNK FILE
- スウィング・ウエスト
- THE STREET SLIDERS

（声優バンド）
- SCREEN mode
- スラップスティック (バンド)

（ガールズ・グループ）
- StylipS
- SPEED（スピード）☆（島袋寛子・今井絵理子・上原多香子・新垣仁絵）
- スダンナユズユリー
- スリー・キャッツ

### せ
- S.E.N.S.（センス）（勝木ゆかり・深浦昭彦）
- S.E.N.S. Project

（ポップ・グループ）
- CECIL（セシル）

（バンド）
- 聖飢魔II（Seikima-II）☆（デーモン小暮閣下・エース清水長官・ジェイル大橋代官・ゾッド星島親分・ライデン湯沢殿下⇒デーモン小暮閣下・エース清水長官・ジェイル大橋代官・ゼノン石川和尚・ライデン湯沢殿下⇒デーモン小暮閣下・エース清水長官・Sgt. ルーク篁III世参謀・ゼノン石川和尚・ライデン湯沢殿下）（過去の構成員：ダミアン浜田殿下・ジード飯島大将・魔女RYO子嬢・ジャギ古川CAP・ジャントニオ・ババヤシ ・チグリス・ユーフラテス・ガンダーラ・サンゲリア金子 ）
- 政風会（せいふうかい）（鈴木博文・直枝政太郎）
- SEKAI NO OWARI（セカイノオワリ）（Nakajin・Fukase・Saori・DJ LOVE）
- 世良公則とツイスト（のちツイスト）（Twist）☆（世良公則・ふとがね金太・鮫島秀樹・大上明・神本宗幸）
- ゼルダ（ZELDA）☆（小嶋さちほ・鈴木洋子・野沢久仁子・高橋佐代子⇒小嶋さちほ・高橋佐代子・小沢亜子・石原富紀江⇒小嶋さちほ・高橋佐代子・小沢亜子・本村直美）
- センス・オブ・ワンダー（難波弘之・小室和之・鈴木徹⇒難波弘之・小室和之・小森景資（小森啓資）⇒難波弘之・根岸孝旨・小森啓資⇒難波弘之・田辺モット・そうる透⇒難波弘之・根岸孝旨・そうる透⇒難波弘之・そうる透・松本慎二）難波弘之はSF作家でもある。SF作家協会会員。
- センチメンタル・シティ・ロマンス（Sentimental City Romance）（告井延隆・中野督夫・細井豊）

（ロックンロール/ロカビリー・バンド）
- SERIKA with DOG

### そ
- Soulcolor
- Soul Crusaders
- ソウルシャリスト・エスケイプ
- その名はスペィド

（フォーク・グループ）
- ソルティー・シュガー☆（山本厚太郎（山本コウタロー）、手塚通夫、池田謙吉（急死したため佐藤敏夫があとから加入）、高橋隆）

（ポップ・グループ）
- SOFFet（ソッフェ）

（バンド）
- ソイ（SOY）（山弦（佐橋佳幸・小倉博和）・平松八千代）
- ゾーン（ZONE）☆（TAKAYO・MIZUHO・MAIKO（舞衣子）・TOMOKA（西村朝香）・MIYU（Miyu・長瀬実夕））
- SOUL'd OUT（そうるどあうと）☆（Diggy-MO'・Bro.Hi・Shinnosuke）
- SOULHEAD（そうるへっど）（姉YOSHIKA・妹TSUGUMI）
- 曽我部恵一BAND（そかべけいいち・ばんど）（曽我部恵一・上野智文・大塚謙一郎・オータコージ）（official）
- SOPHIA（ソフィア）（松岡充・豊田和貴・黒柳能生・赤松芳朋・都啓一）
- ソフト・バレエ（Soft Ballet）☆（遠藤遼一・森岡賢・藤井麻輝）
- ソノダバンド☆（園田涼、熱田哲、橋本怜、赤股賢二郎、牧瀬崇之、小山田和正）

（ロックンロール/ロカビリー・バンド）
- SOUL OF LIBERTY

（ガールズ・グループ）
- 卒業☆星

## た行

### た
- タージ・マハル旅行団
- DadaD
- 太鼓芸術鼓宮舞
- タブラトゥーラ
- ダンデライオン (音楽グループ)
- タイム・ファイブ（Time Five）（田井康夫・野口鎮雄・勅使河原貞昭・吉村晴哉・杉江浩平）

（レゲエグループ）
- DONNA
- TUFF SESSION
- ダブロッカーズ

（フォーク・グループ）
- たま☆（柳原幼一郎、知久寿焼、石川浩司⇒柳原幼一郎、知久寿焼、滝本晃司、石川浩司⇒知久寿焼、滝本晃司、石川浩司）

- ダ・カーポ (歌手グループ)
- タンポポ (フォークデュオ)

（バンド）
- THYME
- 竹内電気
- 竹内朋康 & The Laidbacks
- DADARAY
- ダニー飯田とパラダイス・キング
- DUFF
- DUBFORCE
- Double Famous
- タンツムジーク
- The★tambourines

（ロックバンド）
- DASEIN（ダーザイン）☆（Ricky・JOE）
- 大事MANブラザーズバンド☆（立川俊之・戸村公彦・田岡広宣・山田哲生・吉田理恵）
- DMBQ（Dynamite Masters Blues Quartet）（松居徹・増子真二・渡邊龍一・西浦真奈）
- タイツ（TIGHTS）☆（一色進・錦織幸也・滋田みかよ・光永巌・泉水敏郎⇒一色進・光永巌・泉水敏郎・宮崎裕二⇒一色進・錦織幸也・光永巌・泉水敏郎・宮崎裕二） （注）情報不正確なので、特に修正願います。ライオンメリー（ライオンメリィ・LionMerry・上田雅人）は、サポートのみか？
- ダウン・タウン・（ファイティング・）ブギウギ・バンド（Downtown (Fighting) Boogee Woogee Band）☆（宇崎竜童・新井武士・相原誠・和田静男）
- 高石ともやとザ・ナターシャー・セブン☆（高石ともや（高石友也）・城田じゅんじ（城田純二）・坂庭しょうご（坂庭省悟）・木田たかすけ（木田高介）という4人の時期がもっとも有名だが、他に、金海たかひろ（金海孝寛）、東理夫、高石とし子、進藤さとひこ（進藤了彦）、兼松ゆたか（兼松豊）、井芹まこと（井芹誠）なども参加）
- 竹の屋セントラル・ヒーティング☆（桑田佳祐・世良公則・山下達郎・竹内まりや・ダディ竹千代） cf. 関連情報 - ウェイバックマシン（2002年10月20日アーカイブ分）
- ダブルオー・テレサ（OO TELESA）（植木遊人（Vo）・上野智文（G）・大塚謙一郎（B）・村田好隆（D））（official page）
- 誰がカバやねんロックンロールショー（ダンシング義隆・松浦円一郎・家紋料・Donメグ・藤田たかし・遠藤冬樹・AKIRA）
- ダンガンブラザースバンド（中島文明・中村信吾・小倉良・藤田光則・川越健二・大谷幸）

（ロックンロール/ロカビリー・バンド）
- ザ・タイマーズ
- 田川元祥&リズムワゴンボーイズ
- タケバン

### ち
- ぢ・大黒堂
- THE CHARM PARK
- CHILDHOOD
- チャンチキトルネエド

（フォーク・グループ）
- チェリッシュ (歌手グループ)
- ちゃんちゃこ
- チューインガム (フォークデュオ)
- チューリップ (バンド)
- 茶坊主 (音楽グループ)

（バンド）
- 珍獣王国
- チェイス（CHASE）（千綿偉功（ちわた・ひでのり♪）・西山修一郎）
- チェッカーズ☆（藤井郁弥、武内享、高杢禎彦、大土井裕二、鶴久政治、徳永善也、藤井尚之）
- 近田春夫&ハルヲフォン（ちかだはるおとHaruophone）☆（近田春夫・小林克巳・高木英一・恒田義見）
- チカブーン（Chica Boom）（志村享子・森村あずさ・石田みき・小野かほり・鈴木典子・坂口かおる・山本聡子）
- CHAI（マナ・カナ・ユウキ・ユナ）
- チャクラ（Chakra）☆（小川美潮・板倉文・友貞一正・勝俣伸吾・横沢龍太郎）
- チャゲ&飛鳥（CHAGE and ASKA）☆（CHAGE・ASKA）
- チャットモンチー（橋本絵莉子・福岡晃子・高橋久美子）
- TUBE（前田亘輝・春畑道哉・角野秀行・松本玲二）
- チロリン

（ロックンロール/ロカビリー・バンド）
- THE CHUCK BEN PILEDER

### つ
- 辻ひろしとザ・ハッタリーズ

- 2BACKKA（ツーバッカ）

（バンド）
- ツイン・フィズ（Twin Fizz）☆（中谷内映（なかやち・あき）・仁科かおり）
- つづらがき

- THE TWISTARS
- 突き指パンダ
- つるの剛士&Seacandles

- TWO of US (歌手グループ)

### て
- TICA
- This Time（ディス・タイム）（小森義也）

（フォーク・グループ）
- 手風琴（てふうきん）（鈴木陽・藤井要一・小松幸雄>>1984年以降 深川忠義にメンバーチェンジ）
- 手風琴21（てふうきんにじゅういち）（小松幸雄・鈴木陽・北島良人）
- 手風琴21（てふうきんにじゅういち）（藤井要一・田中一志・鈴井貴之・安田顕）※楽曲制作ユニット

- ザ・ディランII
- 伝書鳩 (フォークグループ)

（コミックバンド）
- テツandトモ

（バンド）
- Day after tomorrow（デイ・アフター・トゥモロー）（misono・北野正人・鈴木大輔）
- ディアマンテス
- Day and Buffalo
- dps（木村涼介・森丘直樹・安井剛志・川村篤史）
- T字路s
- Tio
- DC/PRG
- THIS IS PANIC
- D.W.ニコルズ
- デイト・オブ・バース
- DayLightFever
- DETERMINATIONS
- TEX & Sun Flower Seed
- Tetra+
- DeviceHigh
- Terry&SLANG
- でんしれんぢ
- 天地人 (音楽ユニット)
- 天誅 (バンド)
- XIIX
- 電気グルーヴ（でんき-）（石野卓球・ピエール瀧・若王子耳夫・高橋嵐⇒石野卓球・ピエール瀧・CMJK⇒石野卓球・ピエール瀧・砂原良徳⇒石野卓球・ピエール瀧）

（ロックバンド）
- DETERMINATIONS
- TM NETWORK（ティーエム・ネットワーク）（小室哲哉・宇都宮隆・木根尚登）
- TMG（ティー・エム・ジー）（松本孝弘・エリック・マーティン・ジャック・ブレイズ・ブライアン・ティッシー）
- T-Pistonz+KMC（ティーピストンズプラスケムシ）（トン・ニーノ、KMC、イン・チキータ、ヒロシ・ドット）
- T4R（ティーフォーアール）（伊東正・広石武彦・堀江毅・篠田達也・斉藤律 ）
- D-PROJECT（ディー・プロジェクト）（ジョー・リノイエ、本田達也、鈴川真樹）
- dip in the pool（ディップ・イン・ザ・プール）（甲田益也子・木村達司）
- DOME（ディー・オメ）☆（高島信二、西原俊次、三上哲、坂内聖一）
- TV JESUS（ティーヴィー・ジーザス）（有近真澄・寺本りえ子）
- T-BOLAN（ティー・ボラン）（森友嵐士・五味孝氏・上野博文・青木和義）
- Dimanche（ディマンシュ）（柴田真里・東美江（ひがし・よしこ））
- DIMENSION（ディメンション）（増崎孝司・勝田かず樹・小野塚晃）
- DIR EN GREY（ディルアングレイ）-京・薫・Die・Toshiya・Shinya
- DEEN（ディーン）- 池森秀一・山根公路・田川伸治・（脱退）宇津本直紀
- Deji-fra（デジフラ）（藤岡洋・狩俣昭利・吉田耕介）
- TETSU100%（てつ・100ぱーせんと）（杉原徹・金子利昭・吉江俊裕・菅野よう子・梶尾秀樹）
- De-LAX（宙也・榊原秀樹・鈴木正美・高橋まこと・京極輝男）

（ロックンロール/ロカビリー・バンド）
- Terry&SLANG
- 寺内タケシとブルー・ジーンズ

（ガールズ・グループ）
- 天上智喜The Grace
- Tasty Jam

### と
- DOORS MUSIC ENTERTAINMENT
- 東京Qチャンネル
- TOKYO ENSEMBLE LAB
- TOMATO CUBE
- トラベリン・フラワー
- DRUM TAO
- トラや帽子店
- トワ・エ・モワ（Toi et Moi）☆（山室英美子・芥川澄夫）
- 東京バナナボーイズ（とうきょうばななぼーいず）☆（村上明彦・近藤由紀夫）
- AAA（トリプル・エー）（西島隆弘・宇野実彩子・浦田直也・日高光啓・與真司郎・後藤友香里・末吉秀太・伊藤千晃⇒西島隆弘・宇野実彩子・浦田直也・日高光啓・與真司郎・末吉秀太・伊藤千晃）

（レゲエグループ）
- TOMATOS
- DRY&HEAVY

（フォーク・グループ）
- とんぼちゃん（とんぼ）☆（伊藤豊昇・市川善光）

- トゥインクル (フォークデュオ)
- どついたるねん (バンド)
- Trunk
- DOORS MUSIC ENTERTAINMENT

（コミックバンド）
- 殿さまキングス
- どぶろっく

（バンド）
- 東京ブラススタイル（とうきょうぶらすすたいる）（井口久美子（テナー・サックス）、石川恵美（アルト・サックス、ソプラノ・サックス）、ましゅ（バリトン・サックス）、anna（トランペット）、古谷ヒロコ（トランペット）、本村彩織（トロンボーン）、枡家小雪（トロンボーン）、足立恵子（バス・トロンボーン）、フジワラミエ（キーボード、ピアノ）、ちいた（ドラム）、平野なつき（ベース））
- TOW (バンド)
- 東京大衆歌謡楽団
- 東京エスムジカ
- 東京キューバン・ボーイズ

- 東京スカンクス
- TOKYO No.1 SOUL SET
- 都音
- Toconoma
- トムリンソン・コート・パーク
- Drunk Monkeys (バンド)
- DREAMS COME TRUE
- 鳥塚しげき&ホットケーキ
- TRIX (バンド)
- トリプル・ニプルス
- トレモノ
- Tron (バンド)
- ドンキーカルテット
- DREAMS COME TRUE（ドリームズ・カム・トゥルー）（吉田美和・中村正人・西川隆宏⇒吉田美和・中村正人）

（ロックバンド）
- 世の漆黒
- doa（吉本大樹・大田紳一郎・徳永暁人）
- ドゥ（Do!）☆（山梨鐐平・藤岡孝章（元・まりちゃんず）・板垣秀雄（元・ウィークエンド））
- Do As Infinity（ドゥ・アズ・インフィニティ）（伴都美子・大渡亮・長尾大（再結成以後不参加））
- トゥエンティセンチュリーズ （中川五郎、他）
- 21（とぅえんてぃ・わん）☆（斎藤誠・村田和人・山根栄子・山根麻衣・（重実徹）⇒斎藤誠・重実徹・村田和人・山根栄子）cf. アルバム『Blue Coast Inn』（1988年）、『Greeting』（1991年）
- 東京事変（とうきょうじへん）（椎名林檎・亀田誠治・刄田綴色・H是都M・晝海幹音⇒椎名林檎・亀田誠治・刄田綴色・浮雲・伊澤一葉）
- 東京少年（とうきょうしょうねん）☆（笹野みちる・手代木克仁・中村英夫・水上聡）
- ドゥ・プレックス（Du-Plex）☆（大内一記（大内義昭）・江尻利幸）
- DOES（ドーズ）（氏原ワタル・赤塚ヤスシ・森田ケーサク）
- 特撮（大槻ケンヂ・三柴理・NARASAKI・内田雄一郎・有松博⇒大槻ケンヂ・三柴理・NARASAKI・有松博）
- トニー（TONY）☆（上田雅利・西村昌敏・佐藤真紀・加瀬田靖）
- TRICERATOPS（トライセラトップス）（和田唱・林幸治・吉田佳史）
- TRIPLANE（トライプレイン）（江畑兵衛・川村健司・武田和也・広田周）
- トラウマ（TRAUMA）（小田原豊・横内健亨・六川昌彦）
- DREAMPOLICE（ドリームポリス）（安藤誠之・黒田洋平・早川雄介・斎藤“sai＋”有希）
- トレスアミーゴス（石田長生・清水興・中村岳）
- THE 東南西北（ざ・とんなんしゃーぺー）☆（久保田洋司・清水信吾・大池茂文・入船陽介・加納順）

（ロックンロール/ロカビリー・バンド）
- トルーマン・カポーティーロックンロールバンド
- THE 虎舞竜

（ガールズ・グループ）
- Dream (音楽グループ)

## な行

### な
- なぎさブラスゾリステン

（レゲエグループ）
- NINE MILES

（フォーク・グループ）
- なごみーず
- ザ・ナターシャー・セブン

（バンド）
- NAZWA!
- 永山こうじとロス・プリモス

- NIGHT HAWKS（ナイトホークス） - （青木秀一、岩下千絵、松本慎二、工藤哲也）
- ナイフ（KNiFe） - （香川誠、西山文明、深沢靖明）
- ナスカ（NAZCA） - （笹路正徳、土方隆行、坂井紀雄、藤井章司、辻野リュウベン）
- ナーブ・カッツェ（Nav Katze） - （飯村直子・山口美和子・古舘詩乃）
- 仲野茂BAND（なかのしげるばんど） - （仲野茂・野島健太郎・奈良敏弘・小野島ナオト）
- nothing ever lasts（音流・コウ・ヨシ・ケン・ツバサ）
- ナイトメア - （YOMI・柩・咲人・Ni〜ya・RUKA）

（ロックンロール/ロカビリー・バンド）
- NAMBA ROAD
- THE 夏の魔物

### に
- ニーニーズ
- ニホンジン

（バンド）
- ニコ（NICO/nico）☆（双子である。嶋田衛（兄・まもる）・嶋田繁（弟・しげる）） cf. 現GARDEN
- NICO Touches the Walls（光村龍哉・古村大介・坂倉心悟・対馬祥太郎）
- NEW BREED （tama・toyp・tommy-B-・masa）

（ガールズ・グループ）
- ニァピン

### ぬ
（レゲエグループ）
- NUDYLINE

### ね
（フォーク・グループ）
- 猫（ねこ）☆（田口清・内山修・常富喜雄⇒田口清・内山修・常富喜雄・石山恵三⇒田口清・内山修・常富喜雄・石山恵三・西木栄二⇒田口清・内山修・常富喜雄・石山恵三・大久保一久）

（バンド）
- nature living（ネイチャー・リヴィング）（清水誓一朗・杉浦賢太・近藤理人・中野貴志・渋谷徹・小泉佳代）
- ねごと（negoto）（蒼山幸子・沙田瑞紀・藤咲佑・澤村小夜子）
- NormCore（Fümi・Tatsu・Natsu）
- NEON (バンド)

### の
- ノボ&ピーマン
- Nolph Lauren

（ポップ・グループ）
- NOA (デュオ)（のあ）

（バンド）
- Northern19（ノーザンナインティーン）（笠原健太郎・井村知治・馬場豊心）
- ノーバディ（Nobody）（相沢行夫・木原敏雄）
- nobodyknows+（ノーバディノウズ） （DJ MITSU、g-ton、CRYSTAL BOY、HIDDEN FISH、ヤス一番？、ノリ・ダ・ファンキーシビレサス）
- NO NAME BAND（ノーネームバンド） （赤堀剛士、桑原雄太、湊川優生、長田智徳）

## は行

### は
- Hi-Fi CAMP
- H△G
- HAYABUSA
- はやぶさジョーンズ
- HΛL
- パンダライオン
- パル (音楽グループ)
- ハンバート ハンバート

（レゲエグループ）
- Part2style
- BAGDAD CAFE THE trench town
- ハジメノヨンポ
- H.A.N.D.

（フォーク・グループ）
- ハイファイセット☆（山本潤子（旧姓、新居潤子。後にメンバーの山本俊彦と結婚）、山本俊彦、大川茂）
- はしだのりひことクライマックス☆（はしだのりひこ・坂庭省悟・藤沢ミエ・中島要次）
- はしだのりひことシューベルツ☆（はしだのりひこ・越智友嗣・井上博・杉田二郎）
- バズ（Buzz）☆（小出博志・東郷昌和）
- バンバン☆（ばんばひろふみ・高山厳・今井ひろし⇒ばんばひろふみ・今井ひろし・首藤英信・上山信博⇒ばんばひろふみ・今井ひろし）

- ハイ・ファイ・セット
- ハルカトミユキ
- ハルシオン (バンド)
- パンダフルハウス

（ポップ・グループ）
- Her knuckle（ハー・ナックル）

（バンド）
- パーシャクラブ
- HARP ON MOUTH SEXTET
- Purple Days
- Harmonic hammock
- BAGDAD CAFE THE trench town
- HAPPY BIRTHDAY (バンド)
- 爆風銃
- 花団
- BANANA SHAKES
- Honey Bee
- Vanilla Mood
- PaPa（パパ）☆（稲葉智・山崎透・笠原敏幸・椎野恭一）
- Bahashishi
- バラクーダ (コミックバンド)
- ハロー青空トレイン
- ザ・パンチャーズ
- BAND FOR "SANKA"
- バンバンバザール
- バンブー (セッション・バンド)
- パラシュート（Parachute）☆（林立夫・松原正樹・今剛・斎藤ノブ・マイクダン・安藤芳彦・小林泉美・井上鑑）

（ロックバンド）
- パーティ（Party）☆（小倉良・鎌田俊哉・武田信太郎・結城一明・大谷 幸）
- BAAD（バード）（山田恭二・大田紳一郎・小林正道・新井康徳⇒秦秀樹・大田紳一郎・小林正道・新井康徳⇒山田恭二・大田紳一郎・小林正道・新井康徳）
- PEARL（パール）☆（田村直美・大橋勇・大野進・宮本ひろ美⇒田村直美・栗田幸嗣・大野進・宮本ひろ美⇒田村直美⇒田村直美・北島健二・Tony Franklin・Carmine Appice）
- HIGH and MIGHTY COLOR（ハイ・アンド・マイティ・カラー）☆（マーキー・ユウスケ・カズト・MEG・mACKAz・SASSY⇒HALCA・ユウスケ・カズト・MEG・mACKAz・SASSY）
- Hi-TOUCH Rookies（ハイタッチルーキーズ）☆（楳原裕仁・平野渓太・上田啓）
- THE PINEAPPLE BOYS（パイナップルボーイズ）☆（冨澤麻琴・恩田正晴・杉田和弘⇒冨澤麻琴・恩田正晴・青柳伸一⇒冨澤麻琴・恩田正晴・篠原祥紀・冨澤佑璃）
- パイパー（PIPER）☆（山本圭右・志間貴司？・井藤弥？・計5人⇒山本圭右・志間貴司・井藤弥⇒山本圭右・山本耕右・志間貴司・井藤弥）
- パイロットとスチュワーデス（桜井和寿・KAN）
- HOUND DOG（Hound Dog）（大友康平・蓑輪単志・八島順一・鮫島秀樹・橋本章司・西山毅）
- BUCK-TICK（バクチク）（櫻井敦司・今井寿・星野英彦・樋口豊・ヤガミトール）
- 爆風スランプ（BAKUFU SLUMP）（サンプラザ中野・パッパラー河合・ファンキー末吉・江川ほーじん⇒サンプラザ中野・パッパラー河合・ファンキー末吉・ちゃーしゅーめん黒石・ダン本多⇒サンプラザ中野・パッパラー河合・Newファンキー末吉・バーベQ和佐田）
- パズ（Pazz）☆（岩田雅之・西脇辰弥・藤原美穂）cf. アルバム『BANANAFISH』（1987年）
- PERSONZ（パーソンズ）（JILL・本田毅・渡辺貢・藤田勉）
- ばちかぶり（田口トモロヲ・和田もなか・ケンジロー・関口宏・パパ藤川他）
- はっぴいえんど☆（松本隆・細野晴臣・大瀧詠一・鈴木茂）
- バッファロー ドウター （大野由美子、他）
- ハニー・アンド・ビー・ボーイズ（Honey and B-Boys）☆（村田和人・山本圭右・西司・平松絵里（平松愛理））cf. アルバム『Back to Frisco』（1987年）
- BARBEE BOYS（いまみちともたか・KONTA（近藤敦）・杏子・エンリケ・コイソ（小沼俊明））
- バホ（Baho）（Char・石田長生）
- パール兄弟（Pearlきょうだい）（窪田晴男・サエキけんぞう（佐伯健三）・中原信雄・浜田康史⇒窪田晴男・サエキけんぞう・バカボン鈴木・松永俊弥⇒サエキけんぞう・松永俊弥・矢代恒彦⇒窪田晴男・サエキけんぞう）
- Valentine D.C.（Ken-ichi・Naoya・Jun・Takeshi）
- ハロー（HALO）☆（福岡ユタカ・矢壁アツノブ）
- BUNGEE JUMP FESTIVAL（バンジージャンプフェスティバル）☆（町田直隆・堀越武志・田辺純平）
- パンタ・アンド・ハル（PANTA & HAL）☆（PANTA（V）・平井光一（G）・今剛（G）・村上元二（B）・浜田文夫（D）⇒PANTA（V）・平井光一（G）・長尾行泰（G）・中谷宏道（B）・浜田文夫（D）⇒PANTA（V）・平井光一（G）・長尾行泰（G）・中谷宏道（B）・浜田文夫（D）・ 石田徹（Key））
- BUMP OF CHICKEN（バンプ・オブ・チキン）（藤原基央・増川弘明・直井由文・升秀夫）

（ロックンロール/ロカビリー・バンド）
- THE POWERNUDE

（ガールズ・グループ）
- HANGRY&ANGRY
- PUFFY（パフィー）（大貫亜美・吉村由美）
- Happiness (グループ)
- Palette (歌手グループ)
- PAMELAH(パメラ) ☆ (水原由貴・小澤正澄)

### ひ
- ピアノデュオ ドゥオール
- ヒネモス
- HUMAN SOUL

（レゲエグループ）
- Vijandeux
- Bim One Productions

（フォーク・グループ）
- ビリー・バンバン（菅原孝・菅原進。なおデビュー前には、中野光雄（せんだみつお）も参加していた）

- ピース (ミュージシャン)
- PPMフォロワーズ
- ひいらぎ (フォークグループ)
- BEGIN (バンド)
- 日暮し (音楽グループ)
- ピピ&コット
- ビリケン (歌手)

（バンド）
- BL.WALTZ（びーえるわるつ）（松岡基樹・田口司・小西昭次郎・七瀬ミチル）
- B.B.クィーンズ（ビービークィーンズ)
- ビー・シャープ（B#）☆（吉川みき・三ツ矢サカモト・向田明彦・TOY森松）
- B'z（ビーズ）（松本孝弘・稲葉浩志）
- BIIR（ビーツーアール） （大橋光・河合英嗣）
- P-MODEL（ピーモデル）(平沢進、他旧メンバー多数)
- ヒカシュー（巻上公一、三田超人、坂出雅海、清水一登、佐藤正治、他井上誠など旧メンバー多数）
- ピカソ（PICASSO）（辻畑鉄也、東純二、森英治）
- ピカデリー・サーカス（Piccadilly Circus）（杉真理・伊豆田洋之・上田雅利・松尾清憲・橋本哲・風祭東）
- 飛行船（ひこうせん）☆（あんべ光俊・小野寺進・萩原誠・久保裕治）
- ビジョン（Vizion）☆（崎谷健次郎・石山仁・生乃久法・有賀啓夫（有賀啓雄）・大竹徹夫・松本晃彦）cf. アルバム『PSYCHOTIC CUBE』（1983年）
- ビートニクス（The Beatniks）（鈴木慶一・高橋幸宏）
- ピチカート・ファイヴ☆（小西康陽・高浪敬太郎・佐々木麻美子・鴨宮諒⇒小西康陽・高浪敬太郎・田島貴男⇒小西康陽・高浪敬太郎・野宮真貴⇒小西康陽・野宮真貴）
- hide with Spread Beaver（ひで・うぃず・すぷれっど・びーばー）☆（hide、KIYOSHI、CHIROLYN、JOE、D.I.E.、KAZ、I.N.A.）新聞広告
- 秘密博士とエンペラーズ（秘密博士・岸野雄一・永田一直）
- ピンク（Pink）☆（福岡ユタカ・矢壁アツノブ・岡野ハジメ・ホッピー神山・渋谷ヒデヒロ・スティーブ衛藤⇒福岡ユタカ・矢壁アツノブ・岡野ハジメ・ホッピー神山・スティーブ衛藤・逆井オサム）
- PINK SAPPHIRE（ピンクサファイア） - AYAKO TSUKADA・TAKAKO SUZUKI・HARUMI KIKUNO・MIKI ISHIDA
- ピンク・クラウド（Pink Cloud）☆（ジョニー吉長・ルイズルイス加部・チャー）
- ピンナップス（PINUPS）☆（Rita（野元貴子）・江蔵浩一・堀井隆之・今井智）
- 美女木ジャンクション（結城リナ・ねーさん）

（ロックンロール/ロカビリー・バンド）
- The Pin-Heads
- ヒルビリー・バップス
- Pink Moon Babies

（ボーイ・バンド）
- BXW (日本の音楽グループ)

- BB-voice

（ガールズ・グループ）
- PiXMiX
- B.B.WAVES
- BiSH
- ピンキー!ノーラ&ペトラ
- ピンク・ベイビーズ

### ふ
- ファー・イースト・アシッド・ハウス・クワルテット、もしくはLSD解放同盟
- FAR EAST RHYMERS
- ファミ箏
- Favorite Blue
- Friday Night Plans
- Platinum 900（ぷらちなむ・きゅうひゃく）（西村一彦、飯星裕史、坂田直子）
- プリコロハウス
- Prhyth◇Move
- Blue Trike
- Play.Goose
- PlayYou.House

（レゲエグループ）
- 風輪
- FIRE BALL (レゲエグループ)

- BROWN SUGAR

（フォーク・グループ）
- ザ・フォーク・クルセダーズ（The Folk Crusaders）☆（加藤和彦、北山修（きたやまおさむ）、平沼義男、井村幹生、芦田雅喜⇒加藤和彦、北山修（きたやまおさむ）、平沼義男⇒加藤和彦、北山修（きたやまおさむ）、はしだのりひこ）
- ふきのとう（山木康世・細坪基佳）
- フォー・クローバース
- フォー・セインツ
- 藤岡藤巻
- ブラザーズ5
- フリージャズ (音楽グループ)
- ブリーフ&トランクス
- 古井戸
- ぶるぅ☆べりぃ
- 古時計
- ブレッド&バター
- ザ・ブロードサイド・フォー

（ポップグループ）
- ふぇのたす

（バンド）
- +Plus
- 瘋癲 (バンド)（ふうてん）

- pool bit boys（プール・ビット・ボーイズ）☆（KINJI・DAN）
- フェアチャイルド（FAIRCHILD）☆（戸田誠司・川口浩和・YOU（江原由希子のち松岡由希子））
- 風味堂（渡和久・中富雄也・鳥口 JOHN マサヤ）
- プラスチックス（Plastics）☆（中西俊夫・佐藤千賀子（佐藤チカ）・立花ハジメ・ヤン富田他2名計6名⇒中西俊夫・佐藤チカ・立花ハジメ・佐久間正英・大口広司⇒中西俊夫・佐藤チカ・立花ハジメ・佐久間正英・島武実）
- プリズム（Prism）（和田アキラ・渡辺建・久米大作・伊藤幸毅・森園勝敏・鈴木リカ⇒その後、佐藤康和・青山純・中村哲・木村万作・岡田治郎などが参加）
- フリッパーズ・ギター（Flipper's Guitar）☆（金津ヒロシ・小山田圭吾・小沢健二・井上由紀子・荒川康伸・吉田秀作⇒小山田圭吾・小沢健二） cf. ロリポップ・ソニック
- プラチナキッド （金津ヒロシ、他）
- fripSide（フリップサイド）（南條愛乃・八木沼悟志）

- Far East Club Band
- FUNKIST
- Funta
- Field of Forest
- FEELFLIP
- 5050 (バンド)
- Hooper
- The Fave Raves
- FOLK:LORE
- ふくろうず
- BLACK BOTTOM BRASS BAND
- Flat Three
- ブランニュー・オメガトライブ
- Brand New Vibe
- ブリッジ (バンド)
- ブルーエンジェル
- ブルーコーツオーケストラ
- ブルー・ペパーズ
- ブルーマンデーFM
- BLOW

（ロックバンド）
- ファースト・インプレッション☆（First Impression）（宮田繁男・村山孝志・田仲玲子）
- Five Stones（ファイブストーンズ）☆（生田達志（たっちゃん）・乗峯陽佑（NORI）・枝尾淳司（じゅん）・泉祥人（ダディ）・小森浩司（こもちょ））
- ファンティ（FANTI）☆（木下伸司・三井一正）
- ファントムギフト ☆ （ピンキー青木・ナポレオン山岸・サリー久保田・チャーリー森田）
- フィルムス（Films）☆（赤城忠治・岩崎工・本間柑治・後藤信夫・橋本忠夫・中原信雄・久下恵生・木内アキ・小島洋子⇒その後、鈴木さえ子・鈴木智文・ブラボー小松・友田真吾・外間隆史などが参加）
- FIELD OF VIEW（フィールド・オブ・ビュー）☆（浅岡雄也・小田孝・新津健二・小橋琢人・安部潤⇒浅岡雄也・小田孝・新津健二・小橋琢人）
- フェビアン（FABIENNE）（古賀森男・塩入岳・（ドラムス）⇒古賀森男・高梨ケンヤ・熊倉隆）
- フェンス・オブ・ディフェンス（Fence of Defense）（北島健二・西村麻聡（西村昌敏）・山田わたる（山田亘））
- 44MAGNUM（梅原達也・広瀬さとし・吉川裕規（脱退）・宮脇“JOE”知史）
- ブガルーブ（Boogaloob）（皆川匠・渋谷幸助・よしみ→脱退）
- フューズ（The Fuse）☆（板倉雅一・町支寛二・鈴木俊二・岡嶋善文・一戸清⇒板倉雅一・町支寛二・鈴木俊二・江澤宏明・一戸清⇒板倉雅一・町支寛二・鈴木俊二・江澤宏明・一戸清・古村敏比古⇒板倉雅一・町支寛二・江澤宏明・古村敏比古・高橋伸之⇒板倉雅一・町支寛二・江澤宏明・古村敏比古・高橋伸之・梁邦彦）cf. 浜田省吾バックバンド
- BLANKEY JET CITY（ブランキー・ジェット・シティ）☆（浅井健一・照井利幸・中村達也）
- ブリザード（BLIZARD）（下村成二郎・松川敏也・寺沢功一・村上孝之・村上宏之⇒水野松也・松川敏也・寺沢功一・村上孝之・村上宏之）
- プリンセス・プリンセス（Princess Princess）☆（奥居香・中山加奈子・富田京子・今野登茂子・渡辺敦子）
- ブルー・トニック（Blue Tonic）☆（井上富雄・冷牟田竜之・木原龍太郎・田中元尚）
- THE BLACK SWAN（ザ・ブラックスワン）（誠・RENA・儿・煉・樹）cf.公式ホームページ
- THE BLUE HEARTS（ザ・ブルーハーツ）☆（甲本ヒロト・真島昌利・河口純之助・梶原徹也）
- THE BREAKERS（ザ・ブレイカーズ）☆（真島昌利・篠原太郎・大槻敏彦）
- BREAKERZ（ブレイカーズ）（DAIGO・SHINPEI・AKIHIDE）
- フレデリック（三原健司・三原康司・赤頭隆児・高橋武）
- ブレンド（Blend）（矢沢透・鷺巣詩郎・John Stanleyジョン・スタンレー）
- FLOW（フロウ）（KOHSHI・KEIGO・TAKE・GOT'S・IWASAKI）

（ロックンロール/ロカビリー・バンド）
- BLUE ANGEL
- BLACK CATS（ブラック・キャッツ）☆（高田誠一・覚田修・片桐孝・久米良昌・陣内淳・久米浩司⇒高田誠一・覚田修・片桐孝・久米良昌・中村元・久米浩司⇒高田誠一・覚田修）
- ブルー・ムーン・ボーイズ
- プレイメイツ

（ボーイ・バンド）
- フィンガー5
- PlayZ

（ガールズ・グループ）
- Flower (グループ)
- Prima Porta

### へ
- PecoDeRubo OrkestrO
- BETTA FLASH

（レゲエグループ）
- THE HEAVYMANNERS
- ベリーグッドマン

（フォーク・グループ）
- Best Partner
- ベッツィ&クリス

（バンド）
- PERIDOTS
- BAREBONES（ベアボーンズ）（後藤達也・長谷周次郎・阿部芳久）
- Base Ball Bear（ベースボールベアー）（小出祐介・関根史織・湯浅将平・堀之内大介）
- pegmap（ペグマップ）（山本章人・小池遼・冨田俊輔・河村雄二）
- PENICILLIN（ペニシリン）（HAKUEI・千聖・GISHO・O-JIRO）
- The Bell's（ザ・ベルズ）（白石浩介・野山昭雄・松崎太・大島香）
- ペーソス (バンド)
- HEAVENESE（ジャパニーズ・ゴスペル・バンド）

（ロックンロール/ロカビリー・バンド）
- THE PEPPERMINT JAM

（ガールズ・グループ）
- Petit milady
- BEST FRIENDS!
- BESTIEM

### ほ
- ポクポク
- 北海道歌旅座
- WHITE JAM

（レゲエグループ）
- Home Grown
- ボニート×ボニート

（ガールズ・グループ）
- HONEY POPCORN
- POPPING EMO
- Portdash

（フォークグループ）
- ポップコーン (女性デュオ)

（ポップ・グループ）
- 日々かりめろ

（バンド）
- ホタルライトヒルズバンド

- ホイフェスタ（あち・コーヘー・みなみ・ハム・マーシー）
- ボーイ・ミーツ・ガール（Boy Meets Girl）（尾上文、今井忍）
- ポータブル・ロック（Portable Rock）☆（野宮真貴・鈴木智文・中原信雄）
- BOØWY（ボウイ・ボーイ）☆（氷室京介・布袋寅泰・松井恒松・諸星アツシ・深沢和明・木村マモル⇒氷室京介・布袋寅泰・松井恒松・高橋まこと・諸星アツシ・深沢和明⇒氷室京介・布袋寅泰・松井恒松・高橋まこと）
- ボ・ガンボス（Bo Gumbos）☆（どんと（久富隆司）・永井利充・岡地明（曙裕）・KYON（川上恭生））
- 僕道1号（宮田啓司、岸本昂太郎）
- ボックス（BOX）（杉真理・松尾清憲・小室和之・田上正和）
- HOT SONIC（ホット ソニック）（直紀・てっちゃん・しょっぺ・よこしん）
- ホット ランディング （伊藤与太郎、光永巌、白井良明、他）
- ホフディラン（渡辺慎・小宮山雄飛）
- ポルノグラフィティ（PornoGraffitti）（岡野昭仁・新藤晴一・Tama⇒岡野昭仁・新藤晴一）
- ホワイ（Why）☆（織田哲郎・北島健二・長戸大幸・長戸秀介）
- BON CHIC（Miki・Monk・Dada）
- ボンズ（BONZ）（山本圭右・山本耕右・千葉純治・向山テツ）

（ロックンロール/ロカビリー・バンド）
- HOT SOX

（声優バンド）
- 放課後ティータイム
- Poppin'Party

## ま行

### ま
- MyGO!!!!!
- マイスターブラスカルテット
- 舞太鼓あすか組 - ASKA Japanese Drum
- マモル&Jilly

（レゲエグループ）
- Mighty Jam Rock
- MACK_JACK

（フォーク・グループ）
- マイ・ペース (バンド)
- 麻里絵
- まるで六文銭のように

（ポップ・グループ）
- マッチョ29

（バンド）
- MY LITTLE LOVER （マイ・リトル・ラバー）（Akko・藤井謙二⇒Akko・藤井謙二・小林武史⇒Akko・小林武史）
- マザー・グース（Mother Goose）☆（金田真由美・京田由美子・高田幸枝）
- マッスル・ビート（Muscle Beat）☆（久保田真吾・ブラボー小松・泉水敏郎・サンダー）
- MAD ALICE（マッド・アリス）（藤岡洋・浦崎直邦・乙）
- MANISH(マニッシュ) ☆ (高橋美鈴・西本麻里)
- MAMALAID RAG（ママレイド ラグ）（田中拡邦）（江口直樹と豊田大雄が脱退したため、今はソロ）
- マライア（MARIAH）☆（笹路正徳、清水靖晃、土方隆行、渡辺モリオ、山木秀夫、村川ジミー聡）
- 真璃子withキュート （真璃子（若林真璃子）、沖山優二、他）
- マルチ・マックス（Multi Max）（浅井ひろみ・村上啓介・CHAGE）
- MAN WITH A MISSION（マン・ウィズ・ア・ミッション）（Tokyo Tanaka・Jean-Ken Johnny・Kamikaze Boy・DJ Santa Monica・Spear Rib）
- マンナ（MANNA）☆（鴨宮諒・梶原もと子）

（ロックンロール/ロカビリー・バンド）
- マジック (バンド)
- The ManRay
- まなつ (バンド)
- MAGICAL CHAIN CLUB BAND

（声優バンド）
- Mashumairesh!!

（ガールズ・グループ）
- Mia REGINA
- Mika+Rika
- 民謡ガールズ
- ミステリー・ガールズ・プロジェクト

### み
- 三上ナミと謎の地方公務員・謎カンパニー
- MU-STARS
- Mili (音楽グループ)

（レゲエグループ）
- MUTE BEAT

（バンド）
- ミオ フー （美尾洋乃、鈴木博文）
- 三浦弘とハニーシックス（1965年から）
- ミスゴブリン（正木鋼志・カサギマナブ・ミワ）
- Mr.Children（ミスター・チルドレン）（桜井和寿・田原健一・中川敬輔・鈴木英哉）
- Mrs. GREEN APPLE（ミセスグリーンアップル）（大森元貴・若井滉斗・山中綾華・藤澤涼架・髙野清宗→大森元貴・若井滉斗・藤澤涼架）
- Midgardsormr（ミドガルズオルム）☆（ZYO・CHAGI・魁慈・Arc・OZI）
- 美乃家セントラル・ステイション(佐藤健、見砂和照、小田健二郎、土屋昌巳、滝本大助、福田郁次郎、高杉登→佐藤健、小田健二郎、土屋潔、マーティン・K・ブレイシー、六川正彦、後藤輝夫） 大橋純子のバックバンド
- ミラーズ
- みんなのこどもちゃん

（ロックンロール/ロカビリー・バンド）
- 水原弘ブルーソックス

（声優バンド）
- 南松本高校パンクロック同好会

### む
- m.o.v.e（ムーヴ）
- MUSASHI'S（ムサシーズ）

（ポップ・グループ）
- moumoon（ムームーン）

（バンド）
- ムーンライダーズ（Moonriders）（鈴木慶一・武川雅寛・白井良明・鈴木博文、他に椎名和夫・土井正二郎、過去のメンバー：かしぶち哲郎・岡田徹（共に死去））
- 武蔵野タンポポ団（むさしのたんぽぽだん）☆（高田渡・シバ・若林純夫・山本コウタロー・村瀬雅美⇒他に友部正人・岩井宏・村上律・中川イサト・福岡風太、品川寿男らが参加）
- 紫
- むらゆう（村田和人・鈴木雄大）
- MUTE

### め
（レゲエグループ）
- MEGARYU

（ポップ・グループ）
- MAY'S（メイズ）（片桐舞子・河井純一）

（バンド）
- メトロファルス（伊藤与太郎・光永"GUN"厳・バカボン鈴木・チャバネ岩瀬⇒伊藤与太郎・光永"GUN"厳・バカボン鈴木・チャバネ岩瀬・シネマ小滝⇒伊藤与太郎・光永"GUN"厳・バカボン鈴木・チャバネ岩瀬・ライオンメリィ⇒伊藤与太郎・光永"GUN"厳・バカボン鈴木・ミズガメ三原・ライオンメリィ⇒伊藤ヨタロウ・光永厳・ライオンメリィ・石坪"BOSSI"信也・田村玄一・横川タダヒコ⇒伊藤与太郎・光永厳・ライオンメリィ・BOSSI）
- Mebius（岡田真美・岡田賀江<ノリエ>）
- merry merry Boo（高屋敷彩乃、川口春奈、立石晴香）
- MELON （中西俊夫、佐藤チカ、屋敷豪太、工藤昌之）
- Make the ULTIMATE

（ガールズ・グループ）
- MELiSSA
- MELLOW MELLOW

### も
- MOTOR HOTEL（モーター・ホテル）

（バンド）
- MOSQUITO SPIRAL（モスキート スパイラル）（BAKI・KASUGA・穴井仁吉・KYOYA）
- モッズ（THE MODS）（森山達也・苣木寛之・北里晃一・梶原雅裕⇒森山達也・苣木寛之・北里晃一）
- モハメド (MOHAMEAD)☆（ドーナツ・オマー里吉・SOSEKI・河瀬隆平）

- モンゴル（MONGOL）（安本毅・三苫祐文・天崎直人・今井澄）

（ロックンロール/ロカビリー・バンド）
- MONKEY TRICK

（声優バンド）
- Morfonica

## や行

### や
- 族-Yakara-
- 山弦
- 倭 -YAMATO
- ヤルキスト

（フォーク・グループ）
- 山本コウタローとウィークエンド（Weekend）☆（山本コウタロー・板垣秀雄・森一美）
- 山本コウタローと少年探偵団☆（山本コウタロー、若林純夫、徳武弘文、和田博巳、カシブチ哲郎、岡田徹）

- 野狐禅 (フォークバンド)
- 山本山田
- やもり (ユニット)
- 山本兄妹

（バンド）
- YAK.（やっく）（ゆうみ・あさみ）
- 休みの国（やすみのくに）☆（早川義夫・木田高介・谷野均・つのだひろ・高橋照幸）cf. ジャックスのあと
- ヤバイTシャツ屋さん（こやまたくや・しばたありぼぼ・もりもりもと）
- ヤプーズ（Yapoos）☆（戸川純・小滝満・泉水敏郎・中原信雄・吉川洋一郎・比賀江隆男）
- 山弦（やまげん）（佐橋佳幸・小倉博和）
- 矢島美容室（マーガレット・キャメリア・矢島、ナオミ・キャメリア・矢島、ストロベリー・キャメリア・矢島）

（ロックンロール/ロカビリー・バンド）
- 山下敬二郎と東京ヤンキース
- 野獣のリリアン
- ヤポネシアン・ボールズ・ファウンデーション

### ゆ
- EUROGROOVE
- ユニゾネア（UNISONAIR）☆（庄野賢一・Geoffrey Gems（ジェフリー・ジェムズ））

（レゲエグループ）
- U-DOU&PLATY

（フォーク・グループ）
- ゆず（北川悠仁・岩沢厚治）

- UFO (フォークグループ)
- 遊吟（ゆうぎん）

（ポップ・グループ）
- 雪見だいふくの中身になりたい人生だった
- YOUに美津留（ユーにみつる）
- 湯別メインストリート（ゆべつメインストリート）

（バンド）
- 憂歌団（ゆうかだん）（木村充揮・内田勘太郎・花岡憲二・島田和夫）
- ユニコーン（UNICORN）（奥田民生・手島いさむ・西川幸一・向井美音里・堀内一史⇒奥田民生・手島いさむ・西川幸一・堀内一史⇒阿部義晴・奥田民生・手島いさむ・西川幸一・堀内一史⇒阿部義晴・奥田民生・手島いさむ・堀内一史）
- UNISON SQUARE GARDEN（ユニゾン・スクエア・ガーデン）（斎藤宏介・田淵智也・鈴木貴雄）

### よ
- YOASOBI（Ayase・ikura）
- よしととひうた

（ポップ・グループ）
- 羊毛とおはな（ようもうとおはな）
- ヨースケコースケ
- 吉田山田（よしだやまだ）
- yozurino*（よずりの）

（バンド）
- 四人囃子（よにんばやし）☆（森園勝敏・岡井大二・坂下秀実・中村真一⇒森園勝敏・岡井大二・坂下秀実・中村真一・茂木由多加⇒森園勝敏・岡井大二・坂下秀実・佐久間正英⇒岡井大二・坂下秀実・佐久間正英）

（ロックンロール/ロカビリー・バンド）
- 横浜銀蝿

## ら行

### ら
- LOVE LASTS FOREVER
- Laマーズ

（フォーク・グループ）
- ライラック (フォークグループ)
- 羅針盤 (バンド)
- ラニアルズ
- LA-LA Deux

（バンド）
- LOVE LOVE ALL STARS
- LOUDNESS（ラウドネス）（二井原実・高崎晃・山下昌良・樋口宗孝⇒マイク・ヴェセーラ・高崎晃・山下昌良・樋口宗孝⇒山田雅樹・高崎晃・沢田泰司・樋口宗孝⇒MASAKI（山田雅樹）・高崎晃・柴田直人・本間大嗣⇒二井原実・高崎晃・山下昌良・樋口宗孝⇒二井原実・高崎晃・山下昌良・鈴木政行)
- ラエル（Rael）（下山淳・ホッピー神山）
- La'cryma Christi（ラクリマ・クリスティー）（TAKA・HIRO・SHUSE・LEVIN）
- RAZZ MA TAZZ（らず ま たず）☆（阿久のぶひろ・三木拓次・横山達郎・入江昌哲・三村隆史）
- RADWIMPS（ラッドウインプス）（野田洋次郎・桑原彰・武田祐介・山口智史）
- Love Community.（ラブコミュニティ）（norico・masa・su-3）
- L'Arc〜en〜Ciel（ラルク アン シエル）（tetsu・hyde・hiro・pero⇒tetsu・hyde・ken・pero⇒tetsu・hyde・ken・sakura⇒tetsu改めtetsuya・hyde・ken・yukihiro）
- らじるし（Large Lucy）
- ラフ&レディ☆（飯島穣治 他）
- rough laugh（ラフラフ）☆（西沢サトシ・南都）

（ガールズ・グループ）
- LaLa♪Lu
- Run Girls, Run!

### り
- Reset
- 竜馬四重奏
- REAL VOX

（フォーク・グループ）
- 〜Lefa〜
- ザ・リガニーズ
- 竜とかおる

（バンド）
- REVERSLOW
- リアルフィッシュ☆（矢口博康・戸田誠二・福原マリ・美尾洋乃・渡辺等・友田慎吾）
- 離婚伝説
- リザード （モモヨ（菅原庸介）、他）
- RHIZOME（リゾーム）
- 緑黄色社会（長屋晴子・小林壱誓・穴見真吾・peppe）
- リンドバーグ（LINDBERG）☆（渡瀬マキ・早川達也・川添智久・小柳昌法）

（ロックンロール/ロカビリー・バンド）
- LINK (バンド)

（ガールズ・グループ）
- Little Glee Monster
- リンリン・ランラン
- Ringwanderung
- RiViNi

### る
- Rupo Time

（バンド）
- Luis-Mary（ルイ・マリー）☆（HAINE（西川貴教）・ZYENO・SHIEN・KEN）
- LUNA SEA （ルナシー）☆（RYUICHI・SUGIZO・INORAN・J・真矢）
- LOOPUS（ルーパス）（宙也・斉藤律・堀江毅・三賀勝稔）

### れ
- レディオサイエンス
- Letit go
- レ・フレール

（レゲエグループ）
- Reggae Disco Rockers

（フォーク・グループ）
- レイラ (ユニット)

（バンド）
- レトロ本舗
- レイコ（REICO）☆（堀口和男・田口俊）
- RAZORS EDGE（レイザーズ・エッジ）（KENJI RAZORS・JUNYA SUGAR・ANIKI・SONO-CHAN⇒KENJI RAZORS・JUNYA SUGAR・PUNK TARO・SONO-CHAN⇒KENJI RAZORS・JUNYA SUGAR・MISSILE・KRASH⇒KENJI RAZORS・TAKA BEEF・MISSILE・KRASH）
- LAZY KNACK（レイジー・ナック）☆（清水聡・香月優奈）
- レイン（Rain）☆（田中信昭・石田清巳・中村昭二・川崎哲義）
- レッド（Red）☆（小林透・湊雅史・武田秀敏）
- レベッカ（REBECCA）（NOKKO・土橋安騎夫・高橋教之・木暮武彦・小沼達也⇒NOKKO・土橋安騎夫・高橋教之・小田原豊・古賀森男⇒NOKKO・土橋安騎夫・高橋教之・小田原豊）
- レミオロメン（藤巻亮太・前田啓介・神宮司治）
- LENPHa（レンファ）（永遠花・樹凛花）

（ロックンロール/ロカビリー・バンド）
- THE LADY SHELTERS

（声優バンド）
- RAISE A SUILEN

### ろ
- Lost Aaraaff
- ロバの音楽座

（レゲエグループ）
- ROCK'A'TRENCH
- ROCKING TIME

（フォーク・グループ）
- 六文銭（ろくもんせん）☆（第一期・1969年）小室等・小林雄二・石川鷹彦・岩沢幸矢・入川・小林百合子→（第二期・1970年）小室等・入川・石川鷹彦・木田高介・安田裕美→（第三期・1970年・楽団六文銭）小室等・入川・小室のり子・若松広正・及川恒平・山口由美→（第四期・1971年）小室等・及川恒平・四角佳子・原茂・橋本良一→1972年6月23日解散→（新六文銭・1973年2月）小室等・吉田拓郎・柳田ヒロ・チト河内・後藤次利。次のページを参照『六文銭のメンバー』
- ロック・キャンディーズ（Rock Candies）☆（谷村新司・山本峰行・島津ちづ子・松田幸一・ポール今井）

（バンド）
- ロッカーズ（The Rockers）☆（陣内孝則・谷信雄・鶴川仁美・船越祥一・穴井仁吉）
- ロス・プリモス
- ROGUE（ローグ）（奥野敦士・西山文明・香川誠・深沢靖明）
- ロブバード（ROVE BARD）（柴野繁幸・曳田修・鈴木弘明）cf. ボーンフリー・スピリット
- ローザ・ルクセンブルグ（Rosa Luxemburg） （久富隆司（どんと）・玉城宏志・永井利充・三原重夫）
- LORAN（ローラン） （高田康（YASS）・三村均・冨永伸二・加藤直史）

（ロックンロール/ロカビリー・バンド）
- RODEO

（声優バンド）
- Roselia

（ガールズ・グループ）
- Lonely planet
- Rhodanthe*
- Roys

## わ行

### わ
- Wyolica
- 倭太鼓飛龍

（レゲエグループ）
- WADADA

（フォーク・グループ）
- わさびーず
- ワライナキ

（バンド）
- ワイヨリカ（wyolica）（azumi・so-to）
- Wha-ha-ha（ワハハ）（坂田明・小川美潮・永田どんべい・神谷秀徳・千野秀一・橋本一子・村上秀一・仙波清彦他）
- World chord（ワールドコード）（岡村圭悟・大谷大・高杯康彦・靜聖）
- ワールド・スタンダード（WORLD STANDARD）（鈴木惣一郎・三上昌晴・山本かずお・大内美貴子・小塚るいこ・松岡あきよ）
- WANDS（ワンズ）（大島康祐・上杉昇・柴崎浩⇒上杉昇・柴崎浩・木村真也⇒木村真也・和久二郎・杉元一生⇒柴崎浩・大島こうすけ・上原大史⇒柴崎浩・木村真也・上原大史）

（ロックンロール/ロカビリー・バンド）
- ワクワクロックンロールバンド
- ワタナベフラワー（クマガイタツロウ・ムサヒデカズ・ウメダイクロウ）

（ガールズ・グループ）
- OnePixcel
- ワンダフルガールズ

## ソロプロジェクト
- Moshimoss
- Amelian girl
- 絵夢
- Original flava
- ORIGINAL LOVE
- 核P-MODEL(平沢進)
- GALLOW
- CUBISMO GRAFICO
- 禁断の多数決
- ゲントウキ
- コーヒーカラー
- The Seeker
- Schroeder-Headz
- スカート (バンド)
- センチミリメンタル
- ソウルシャリスト・エスケイプ
- THE CHARM PARK
- ハートたち
- PERIDOTS
- Hilcrhyme(ヒルクライム)
- FreeTEMPO
- Miz（ミズ）
- モンド・グロッソ
- MONDO GROSSO
- RAM RIDER（ラム・ライダー）
- Lion Heads
- RAVEN
- キッサコ
- はやぶさジョーンズ
- AIR（車谷浩司）
- Cornelius (小山田圭吾)
- DOUBLE （TAKAKO）（SACHIKO死去後ソロプロジェクトとして活動）